# Diphasiastrum habereri
Diphasiastrum habereri là một loài thực vật có mạch trong Họ Thạch tùng. Loài này được (House) Holub mô tả khoa học đầu tiên năm 1975.